# Pararrhopalia pruvoti
Pararrhopalia pruvoti is een Solenogastressoort uit de familie van de Pruvotinidae. De wetenschappelijke naam van de soort is voor het eerst geldig gepubliceerd in 1893 door Simroth.